# Elenco delle regioni del Marocco per indice di sviluppo umano
Questo è un elenco delle regioni del Marocco in base all'indice di sviluppo umano del 2022 con dati per l'anno 2022. 
| Rango                | Regione                                                                                               | Indice di sviluppo umano (2022) |
| Alto sviluppo umano  | Alto sviluppo umano                                                                                   | Alto sviluppo umano             |
| -------------------- | --- | ------------------------------- |
| 1                    | Centro ( Grand Casablanca, Chaouia-Ouardigha, Tadla-Azilal                                            | 0,734                           |
| 2                    | Nord-ovest ( Rabat-Salé-Zemmour-Zaer, Gharb-Chrarda-Béni Hssen, Tangeri-Tetouan )                     | 0,717                           |
| Sviluppo umano medio | |                                 |
| 3                    | Centro-Nord ( Fès-Boulemane, Taza-Al Hoceima-Taounate )                                               | 0,699                           |
| –                    | Marocco (media nazionale)                                                                             | 0,698                           |
| 4                    | Sud ( Souss-Massa-Drâa, Guelmim-Es Semara, Laâyoune-Boujdour-Sakia El Hamra, Oued Ed-Dahab-Lagouira ) | 0,681                           |
| 5                    | Centro-Sud ( Meknès-Tafilalet )                                                                       | 0,680                           |
| 6                    | Tensfit ( Marrakesh-Tensift-El Haouz, Doukkala-Abda )                                                 | 0,660                           |
| 7                    | Orientale (Orientale)                                                                                 | 0,660                           |